# 러셀 L. 블레이즈델
러셀 L. 블레이즈델(Russell L. Blaisdell, 1910년 9월 4일 ~ 2007년 5월 1일)은 1950년 12월 20일 한국 전쟁 당시 중국인민지원군의 진격에 직면한 서울에서 964명의 고아와 80명의 고아원 근무자들을 구출한 이른바 '유모차 공수 작전(Kiddy Car Airlift)'을 실행한 미국 공군 군목 장교이자 목사다.

## 생애 전반
1927년 미네소타주 헤이필드 고등학교를 졸업하고 1934년 매칼레스터 대학에서 학사학위를, 1937년 매코믹 신학교에서 신학 석사학위를 받았다.

## 미국 공군 경력
블레이즈델은 1940년 7월 미 육군 항공대에 입대해 1940년 10월까지 일리노이주 포트 셰리단(Fort Sheridan)에 주둔했다. 그는 이후 1940년부터 42년까지 조지 라이트 요새에서 복무했다. 그는 1942-1944년까지 알래스카 고속도로를 건설하는 부대의 경우 에드먼턴 앨버타에서 군목 및 기지 군목 역할을 했으며, 1944-1946년에는 히캄필드 퍼시픽 윙 ATC에서 태평양 작전 극장에 있는 미국 공군 부대를 방문했다. 제2차 세계대전에 이어 1946년에는 스콧 공군기지에, 그 후 1950년까지 카스웰 공군기지에 주둔하였다. 한국전쟁 발발과 함께 그는 1950년 7월부터 1951년 5월까지 한국의 미국 제5공군에 배치되었다.
1950년 9월 인천상륙과 서울 탈환 이후 블레이즈델 중령은 또 다른 군목인 월레스 I. 울버튼(Wallace I. Wolverton)과 서울 지역의 전쟁 고아들을 돌보기 시작했다. 당초 이 고아들은 서울의 한 고아원에 수용됐으나 고아가 계속 늘어나면서 블레이즈델은 멀 Y. 스트랭(Merle "Mike" Y. Strang) 하사 및 한국의 고아원 근무자들과 함께 고아 수용 시설을 설립해 1000명 이상의 고아들에게 음식과 쉼터를 제공했다. 울버튼이 한국을 떠난 후에도 블레이즈델은 시설 운영을 계속했다.

### 유모차 공수 작전
1950년 12월, 중국인민지원군과 조선인민군이 2단계 공세 작전으로 서울을 위협하자, 제5공군을 포함한 유엔군은 도시에서 후퇴하여 더 남쪽으로 이동하기 시작했다. 12월 19일 블레이즈델 중령과 스트랭 하사는 해군 LST로 인천항에서 고아를 태워 제주도로 대피시키려 했으나 선박은 도착하지 못했다. 블레이즈델은 그때 제5공군 작전국장 T.C. 로저스 대령에게 다가가 호소했다. 로저스 대령은 수송기를 편성해줄 테니 다음 날 아침 8시까지 김포 공군기지에 아이들을 데려오라고 말했다. 시간이 촉박했던 블레이즈델은 상부의 명령이라는 급조된 가짜 문서로 1,000여 명이나 되는 아이들과 한국인 근무자들을 미 해병대 중대 트럭 14대로 김포까지 수송했다. 두 시간 이상 늦게 김포에 도착했음에도 불구하고, 고아들은 16대의 더글러스 C-54 스카이마스터 수송기를 타고 제주도의 안전한 곳으로 무사히 대피할 수 있었다. 제주에 고아원이 세워져 6.25전쟁 말기까지 황온순(黃溫順) 여사에 의해 운영되었으며 후에 서울로 다시 옮겨졌다. 블레이즈델은 나중에 해병대 트럭 징발 문제로 미국 공군 군법회의에 회부된다.
공수작전을 둘러싼 사건들은 1956년 딘 헤스가 자서전인 Battle Hymn을 출판했을 때 한국 밖에서 널리 알려지게 되었으며, 이후 1957년 딘 헤스 역할이 록 허드슨에 의해 연기된 동명의 영화 전송가 (Battle Hymn)의 기초가 되었다. 스트랭 하사는 나중에 블라이스델에게 딘 헤스가 대피 작전에서 제한된 역할에 그친 것에 대해 "경고 해야는 것"이 아닌가 물었고, 블라이스델은 "고아들에 대한 우리의 노력의 목표는 생명을 구하는 것이었고, 그렇지 않았다면 잃었을 것이다. 그것은 성취되었다. 어떤 의미에서, 마이크, 잘 하는 것은 달러, 위신, 호의로 측정되지 않는 자신만의 보상을 가지고 있다.." 2004년에 조지 F. 드레이크는 딘 헤스가 마땅히 받아야 할 것보다 더 많은 공을 차지했다고 주장하며 유모차 공수작전을 연기한 것을 문제 삼았다. 드레이크는 블레이즈델과 스트랭에게 대피 작전의 공로를 돌렸고 딘 헤스의 역할은 제주도에서 숙소를 제공한 정도였다라고 격하했다. 이 비판에 따르면 블라이스델은 당초 Battle Hymn이 발행되기 전까지는 언론에 의해 대피한 공로를 인정받은 것으로 알려졌다. 드레이크는 딘 헤스의 주장을 "사기"라고 불렀지만, 이 영화의 수익금과 로열티는 한국의 고아들을 돕기 위해 기부된 것은 인정했다.

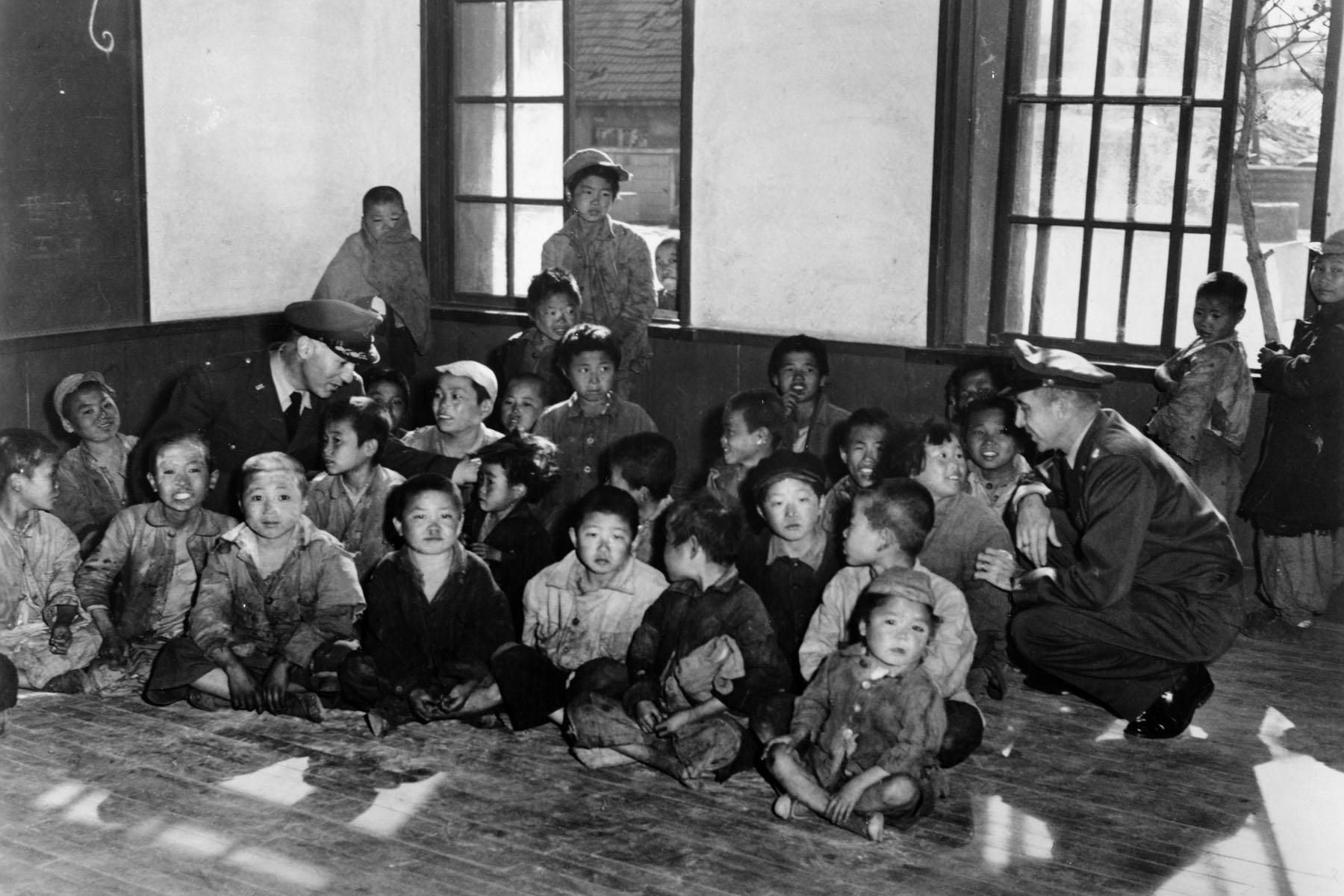
제주도로 대피하기 전, 제5공군의 서울 고아 수용 시설에 새로 도착한 아이들. 군목 월레스 울버튼(Wallace Wolverton) 대령이 왼쪽이고 군목 러셀 블레이즈델(Russell Blaisdell) 중령이 오른쪽이다.
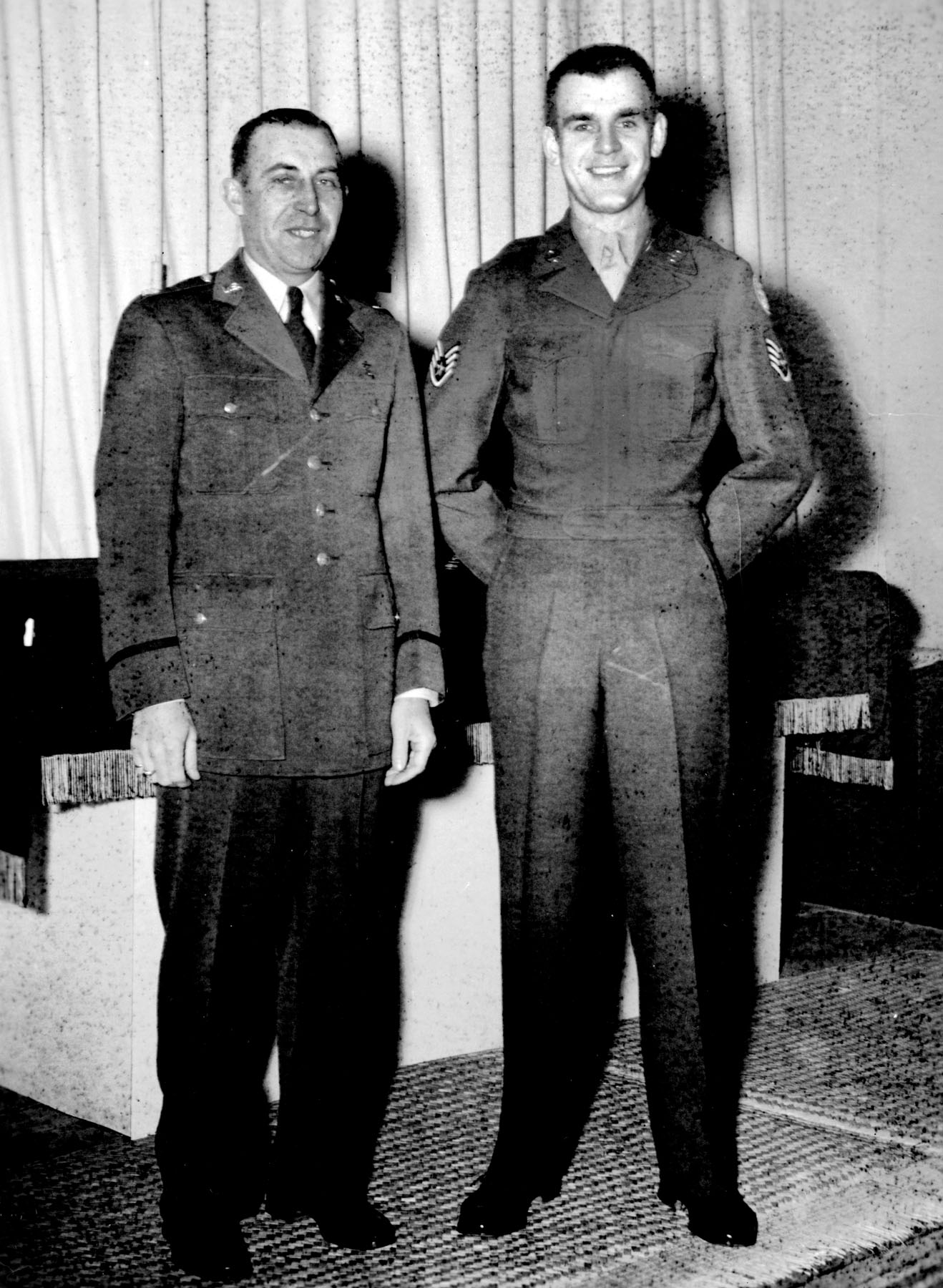
블레이즈델 중령과 마이크 스트랭(Mike Strang) 하사
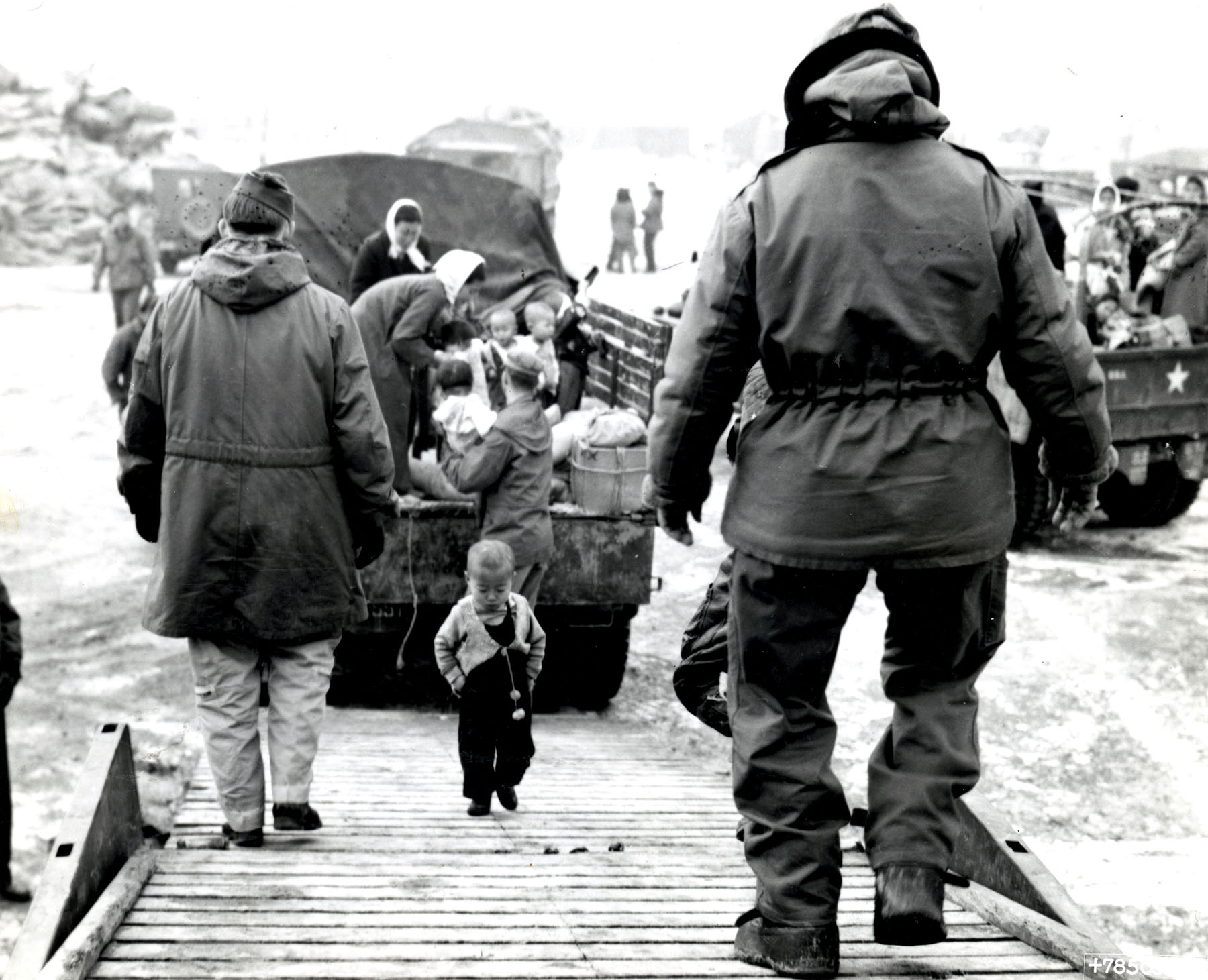
김포에서 한국 아이가 C-54에 올라타고 있다.
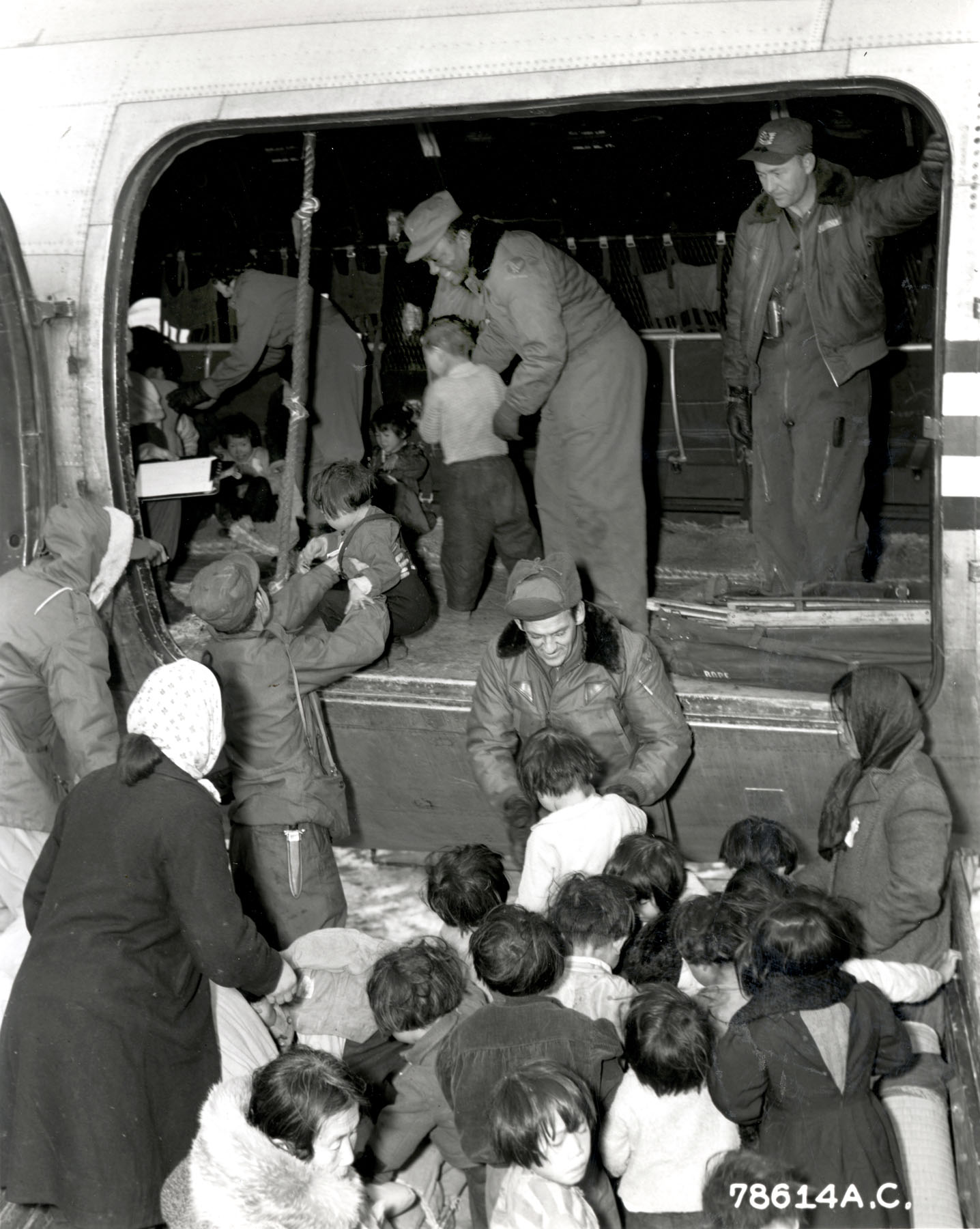
고아로 가득 찬 C-54
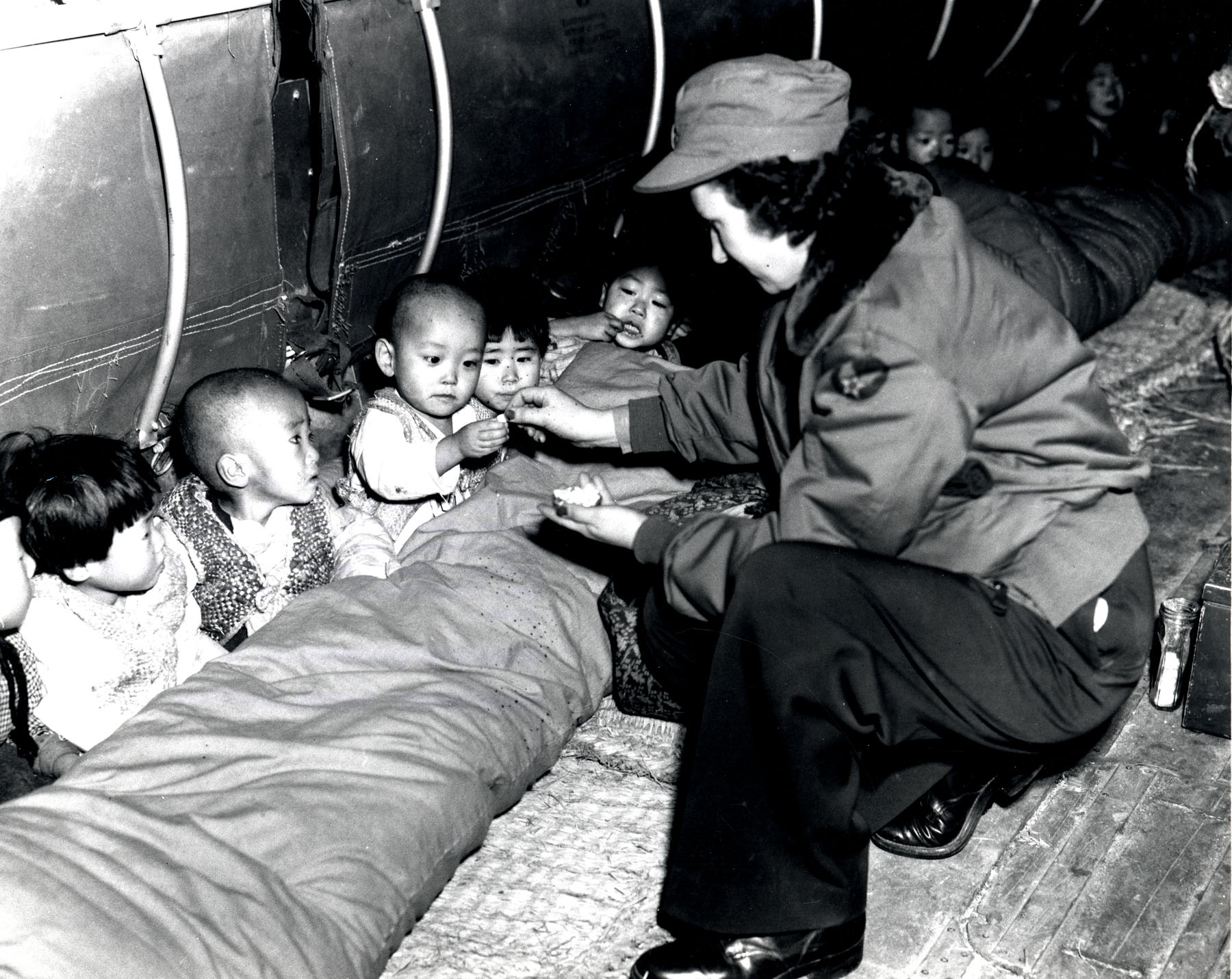
메리 스피벅(Mary Spivak) 항공 간호 대위로부터 사탕을 받고 있는 고아들
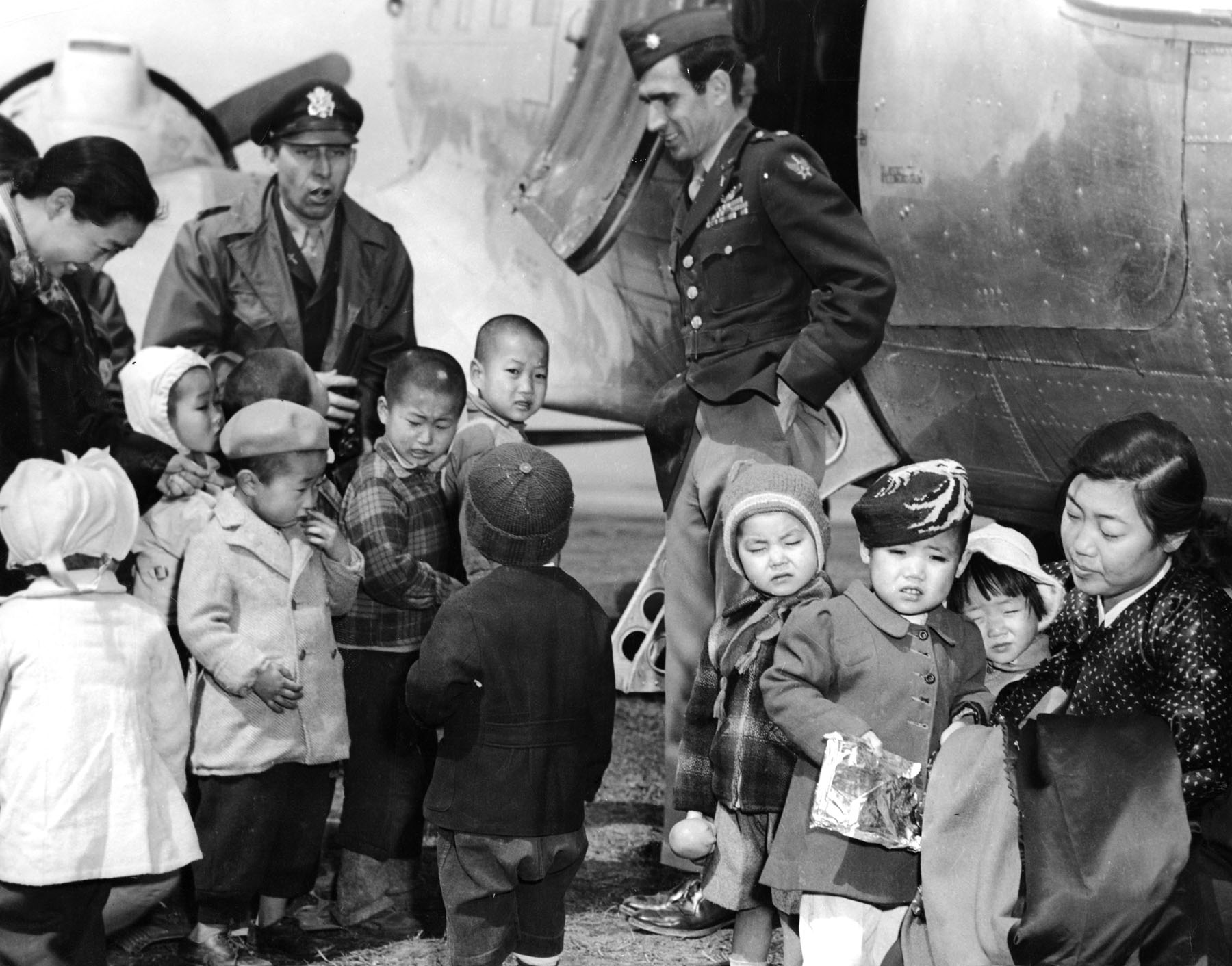
블레이즈델 중령과 딘 헤스(Hess) 대령의 제주 고아 방문

### 한국 전쟁 이후
625전쟁에 이어 블라이스델 중령은 1951-1953년까지 일본 나고야 공군 자위대, 1953-1957년까지 텍사스 와코 HQ비행훈련대, 1957년부터 대령으로 진급해 리비아 공군 17기지에 근무했다. 그 후 전술 공군사령부, 랭글리 공군기지, 1962-1964년 육군항공사령부, 스콧 공군기지에서 군목 사령관을 지냈다.

## 생애 후반
1966년부터 1977년까지 뉴욕주 사회복지부 대표를 지냈다. 그는 뉴욕의 파예트빌에서 은퇴했으며 2007년 5월 1일 네바다주 라스베이거스에서 겨울을 보내던 중 별세했다. 그는 네바다주 볼더시티의 재향군인 묘지에 안장되어 있다.

## 수상 및 영예
블레이즈델은 2001년 한국 방한 당시 이희호 영부인의 영접을 받았다. 그리고 경희대학교에서는 명예 사회복지학 박사를 받고 한국 언론에서는 그를 '쉰들러'로 지칭했다. 그는 또한 당시 102세의 황온순 여사와 재회했는데, 그녀의 가족은 서울에서 고아원인 한국보육원을 계속 운영하고 있었다.
마이크 스트랭(Mike Strang) 하사는 1998년 고아들을 구하는데 대한 역할로 공식적인 인정을 받지 못하고 죽었지만, 2003년 사후 동성훈장을 받았다.

## 기념
광주광역시 남구 양림동에 기념동상이 2009년 12월에 건립되었다.

## 같이 보기
- 1975년 사이공 함락 당시 고아를 대피 시킨 베이비 리프트 작전(Operation Babylift)